# Чернова Юлія
Юл́ія Черно́ва (* 1986) — українська гімнастка. Учасниця Олімпійських ігор-2004.

## З життєпису
Народилась 1986 року в місті Миколаїв. Закінчила Національний університет кораблебудування.
У складі української групи виступала на Олімпійських іграх в Афінах. У груповому багатоборстві українська команда, яку також представляли Олена Дзюбчук, Марія Біла, Єлизавета Карабаш, Інга Кожокіна та Оксана Паслась, посіла 9 місце в кваліфікації.